# Coffin Bay
Coffin Bay – miasto w Australii, w stanie Australia Południowa.